# John Woodville
Sir John Woodville (auch Sir John Wydeville, * um 1445 in Grafton Regis; † 12. August 1469 bei Coventry) war ein englischer Adliger.

## Leben
Er war der Sohn von Sir Richard Woodville, später 1. Earl Rivers, und von dessen Ehefrau Jacquetta von Luxemburg. 
Er war der jüngere Bruder von Anthony Woodville, später 2. Earl Rivers, sowie von Elizabeth Woodville, die seit 1464 als Ehefrau Eduards IV. Königin von England war.
Elisabeth versorgte ihre Familie in der Folgezeit konsequent mit Schlüsselpositionen und Einnahmequellen. So wurde er am 26. Mai 1465 zum Knight of the Bath geschlagen und im selben Jahr wurde für den 20-jährigen John eine politische Hochzeit mit Katherine Neville arrangiert, die auch damals als skandalös angesehen wurde. Katherine Neville war eine dreimalige Witwe, die mit knapp 70 Jahren mehr als dreimal so alt wie der Bräutigam war, doch besaß sie erhebliche Güter und Ländereien, die nun in den Einflussbereich der Familie der Königin gelangten.
Die Hauspolitik der Woodvilles brachte sie in einen natürlichen Gegensatz mit Katherine Nevilles Neffen Richard Neville, 16. Earl of Warwick, einem der engsten Ratgeber Eduards IV. Schon die Ehe zwischen dem König und Elisabeth war ohne seine Kenntnis geschlossen worden, während er eine französische Heirat für Eduard IV. verhandelte, und nun sah er seinen Einfluss zugunsten der Woodville-Familie schwinden, so dass er 1469, gemeinsam mit einem jüngeren Bruder des Königs, George, 1. Duke of Clarence, einen Staatsstreich plante und umsetzte. Als Eduard IV. wegen eines kleineren Aufstandes in Nordengland unterwegs war, erklärte sich Warwick für die Aufständischen. Während Eduard angesichts größerer gegnerischer Truppen als erwartet bewegungslos verharren musste, fing Warwick ein königliches Entsatzheer mit John am 26. Juli bei Edgecote Moor ab. Die königliche Armee wurde aufgerieben, und John sowie sein Vater gerieten in Gefangenschaft. Als auch der König bei Olney festgesetzt wurde, wurden John und sein Vater des Machtmissbrauchs angeklagt und schließlich exekutiert.

## Weblink
- Sir John Woodville auf thepeerage.com